# Karl Bomansson
Karl August Bomansson (5 avril 1827 à Saltvik – 7 février 1906 à Helsinki), était un historien et archiviste finlandais.

## Publications
- Skildring af Folkrörelsen på Åland, 1808. En scen ur Suomis sista strid. Med en öfversigt af Åland i Allmänhet (1852) Stockholm
- Kastelholm (1856) Helsingförs (avec Henrik August Reinholm (fi))
- Om Ålands folkminnen (1858) Helsingförs